# 林浩波
林浩波（1979年—），香港民主派人士，前香港南區區議會海怡西選區議員。他曾於香港匯豐環球市場任職大中華經濟師，亦曾在花旗銀行(香港)經濟研究部工作。在2019年南區區議會選舉成功擊敗陳家珮，當選海怡西選區議員後，亦有繼續運用他的經濟學背景，於不同媒體發表經濟分析。目前定居英國倫敦。

## 生平
林浩波曾於香港匯豐環球市場任職大中華經濟師。此前，他亦曾在花旗銀行(香港)經濟研究部工作。在2015年回流返港前，他於英國倫敦桑坦德銀行擔任經濟師。林先生亦曾在倫敦不同金融機構工作，包括瑞銀華寶、法國興業銀行及摩根士丹利資本國際公司。可見，他於金融服務業界擁有豐富的經驗。林浩波近年積極參與公共事務，雨傘運動後，他加入了由金融及財經業界人士組成的傘後專業團體思言財雋，亦曾任立法會議員區諾軒辦事處南區社區幹事和經濟顧問。

## 政治生涯

### 2019年區議會選舉
2019年香港區議會選舉中，泛民主派原本共同推薦的香港眾志秘書長黃之鋒參選，卻因選舉主任政治審查被裁定提名無效而無法出選，由獨立民主派的林浩波臨危受命，代表民主派出戰。於投票日，即2019年11月24日，海怡西的票站錄得79.8%的高投票率。最終林浩波取得4164票，以928票之差距，擊敗尋求連任的新民黨黨員陳家珮，成功為泛民主派收復自2014年失落於建制派的的海怡西選區。

### 區議會事務
在成功當選區議會議員後，林浩波因工作關係積極參與區議會事務，擔任了數個事務委員會的委員，包括社區參與事務委員會委員、經濟、發展及規劃事務委員會委員、環境、衞生及健康事務委員會委員、財務及審核委員會委員、康體及地區設施委員會委員、南區社區重點項目專責委員會委員和交通及運輸事務委員會委員，為地區事務作出一定程度上的貢獻。此外，他亦是數個工作小組的成員，包括南區平等機會工作小組、地區小型工程工作小組、社區會堂／社區中心及圖書館管理工作小組和動物友善工作小組成員。

## 外部連結
- 林浩波的Facebook專頁（页面存档备份，存于）
- 南區區議會議員資料林浩波先生

| 議會席位      | 議會席位                                       | 議會席位    |
| ------------- | ---------------------------------------------- | ----------- |
| 前任： 陳家珮 | 南區區議會海怡西選區 2020年1月1日—2021年7月9日 | 繼任： 杜森 |